# De Havilland Leopard Moth
El De Havilland DH.85 Leopard Moth fue un monoplano de cabina de ala alta de tres asientos, diseñado y construido por la británica De Havilland Aircraft Company en 1933.

## Diseño y desarrollo
Fue el sucesor del DH.80 Puss Moth y lo reemplazó en las líneas de producción de Stag Lane y más tarde en la de Hatfield. Era similar en configuración al avión anterior, pero en lugar de un fuselaje con estructura de acero tubular, se utilizó una más ligera hecha totalmente de contrachapado que permitió una mejora sustancial en alcance, rendimiento y capacidad con el mismo tipo de motor. El piloto se sentaba en el centro, por delante de dos pasajeros sentados lado a lado, y las alas se podían plegar para facilitar el almacenamiento.

## Historia operacional

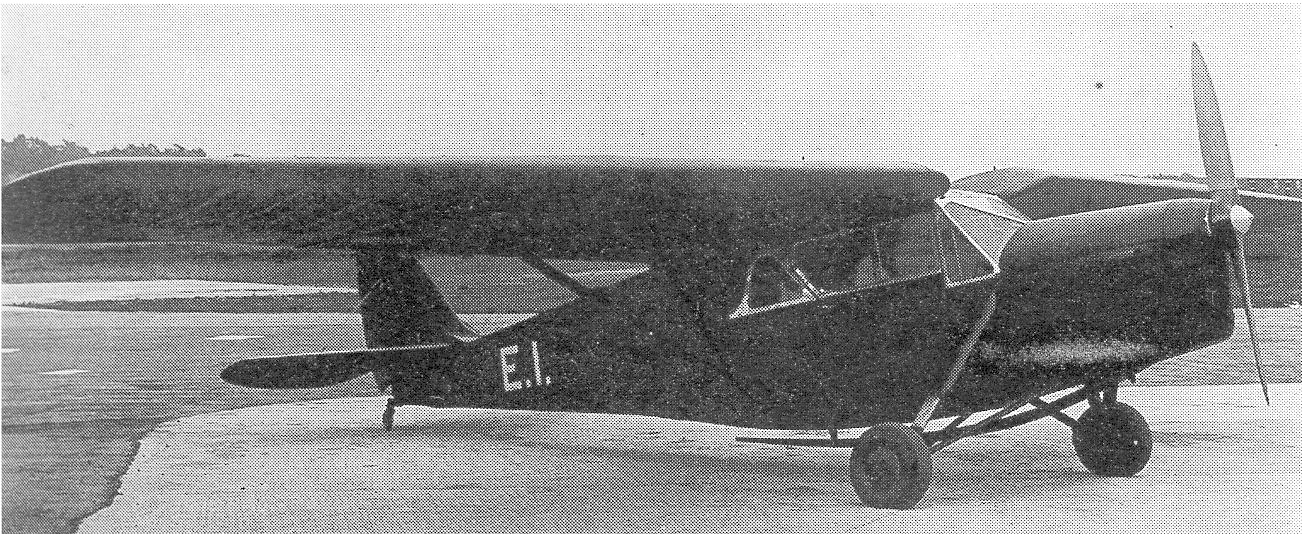
El primer prototipo del Leopard Moth.

El prototipo voló por primera vez el 27 de mayo de 1933 y en julio ganó la King's Cup Race a una velocidad media de 224,5 km/h, pilotado por Geoffrey de Havilland. Se construyeron un total de 133 aviones, incluidos 71 para propietarios en las Islas Británicas y 10 para Australia, incluido uno entregado a Nancy Bird Walton, la primera operadora aérea comercial femenina en Australia. Otros ejemplares se exportaron a Francia, Alemania, India, Sudáfrica y Suiza. La producción del Leopard Moth finalizó en 1936.
44 Leopard Moth fueron requisados para el servicio militar en Gran Bretaña y otros en Australia durante la Segunda Guerra Mundial, principalmente como aviones de comunicaciones. Sólo unos pocos lograron sobrevivir a seis años de duro uso, aunque un pequeño número todavía estaba en condiciones de volar setenta años después de que se completara el último. Seis permanecían operativos en el Reino Unido en 2009.

## Operadores

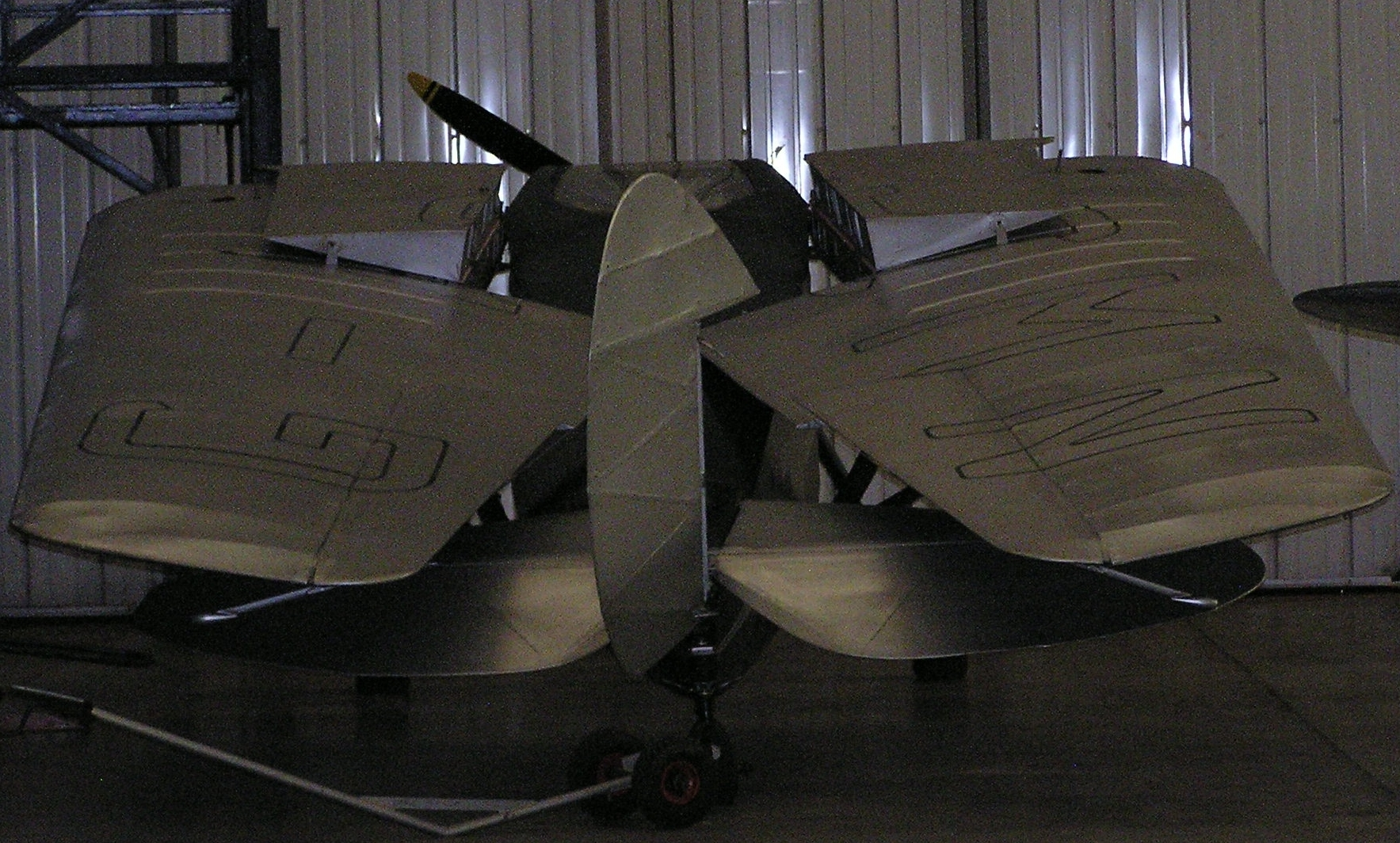
Leopard Moth, mostrando el complicado plegado del ala.

### Militares
Alemania
- Luftwaffe: pequeñas cantidades.[1]

 Congo Belga
- Aviation militaire de la Force publique: el primer avión (C-1) entró en servicio el 9 de octubre de 1940.[2]

 España
- Ejército del Aire

 Francia
- Ejército del Aire[3]

 Raj británico
- Real Fuerza Aérea de la India

 Países Bajos
- Grupo de Aviación del Ejército holandés

 Portugal
- Fuerza Aérea Portuguesa

 Reino Unido
- Real Fuerza Aérea: puso en servicio una serie de antiguos aviones civiles, utilizándolos como aviones de comunicaciones y enlace durante la Segunda Guerra Mundial.
- Marina Real: puso en servicio dos antiguos aviones civiles.[4]

 Rodesia del Sur
- Fuerza Aérea de Rodesia del Sur: operó solo un avión.

 Sudáfrica
- Fuerza Aérea Sudafricana

 Colonias del Estrecho
- Fuerza Aérea Voluntaria Malaya

 Reino de Yugoslavia
- Real Fuerza Aérea Yugoslava: operó sólo un avión.

### Civiles
India
- Air India[5]

## Especificaciones (DH.85)
Referencia datos: De Havilland Aircraft since 1909 

### Características generales
- Tripulación: Uno (piloto)
- Capacidad: Dos pasajeros
- Longitud: 7,5 m (24,5 ft)
- Envergadura: 11,4 m (37,5 ft)
- Altura: 2,7 m (8,8 ft)
- Superficie alar: 19,1 m² (205,6 ft²)
- Peso vacío: 585 kg (1289,3 lb)
- Peso máximo al despegue: 1009 kg (2223,8 lb)
- Planta motriz: 1× motor lineal invertido de cuatro cilindros refrigerado por aire De Havilland Gipsy Major.
  - Potencia: 97 kW (134 HP; 132 CV)
- Hélices: Bipala de paso fijo

### Rendimiento
- Velocidad máxima operativa (Vno): 220 km/h (137 MPH; 119 kt)
- Velocidad crucero (Vc): 192 km/h (119 MPH; 104 kt)
- Alcance: 1151 km (621 nmi; 715 mi)
- Techo de vuelo: 6600 m (21 654 ft)
- Régimen de ascenso: 2,8 m/s (551 ft/min)

## Aeronaves relacionadas

### Desarrollos relacionados
- DH.80 Puss Moth

### Aeronaves similares
- RWD-13
- Comte AC-12

### Secuencias de designación
- Secuencia DH._ (interna de de Havilland): ← DH.82 - DH.83 - DH.84 - DH.85 - DH.86 - DH.87 - DH.88 →